# 江川端町
江川端町（えがわばたまち）は、愛知県名古屋市西区の地名。

## 歴史

### 沿革
- 1871年（明治4年） - 名古屋村の一部により、愛知郡江川端町が成立[3]。
- 1878年（明治11年）12月20日 - 名古屋区編入により、同区江川端町となる[3]。
- 1889年（明治22年）10月1日 - 名古屋市成立により、同市江川端町となる[3]。
- 1908年（明治41年）4月1日 - 西区編入により、同区江川端町となる[3]。
- 1980年（昭和55年）10月12日 - 西区花の木一丁目・花の木二丁目・花の木三丁目・城西二丁目・城西三丁目・上名古屋二丁目・浄心一丁目にそれぞれ編入され消滅[4]。

## 出身・ゆかりのある人物
- 石原栄三郎（愛知県多額納税者[5]、かぢ平、金物商、石原商店金物部代表[6]）